# Gabriel (Bănulescu-Bodoni)
Gabriel, imię świeckie Grigorie Bănulescu-Bodoni (ur. 1746 w Bystrzycy, zm. 19 marca?/31 marca 1821 w Kiszyniowie) – rumuński biskup prawosławny, służący w jurysdykcji Patriarchatu Konstantynopolitańskiego, a następnie Rosyjskiego Kościoła Prawosławnego. Pierwszy prawosławny biskup kiszyniowski w tejże jurysdykcji. Święty Mołdawskiego Kościoła Prawosławnego.

## Życiorys
Pochodził z rodziny szlacheckiej z Mołdawii. Początkową edukację odebrał w rodzinnej Bystrzycy, następnie uczył się w Siedmiogrodzkiej szkole normalnej, gdzie poznał łacinę i język cerkiewnosłowiański. W 1771 podjął studia na Akademii Mohylańskiej i studiował na niej prawosławną teologię przez dwa lata. Następnie wrócił do rodzinnej Mołdawii, jednak szybko wyjechał z niej ponownie, uznawszy, że nie zna dostatecznie dobrze języka greckiego. Po trzyletniej nauce w szkołach na terenie Grecji wrócił do Mołdawii i podjął pracę nauczyciela, od 1777 do 1779 uczył łaciny w książęcej szkole w Jassach.
Dzięki rekomendacji metropolity mołdawskiego Gabriela Grigorie Bănulescu-Bodoni wyjechał na dalszą naukę do Konstantynopola. W szkole na wyspie Patmos doskonalił znajomość języka greckiego, jak również nauczył się francuskiego. Wstąpił do monasteru, przyjmując imię mnisze Gabriel. 31 sierpnia 1781 przyjął święcenia diakońskie z rąk metropolity Gabriela, ten sam hierarcha 1 września wyświęcił go na hieromnicha i mianował głównym kaznodzieją metropolii jasskiej. Rok później, na zaproszenie biskupa słowiano-chersońskiego Nikifora wyjechał do Połtawy w charakterze nauczyciela języka greckiego w Seminarium Słowiańskim. W 1783 został jego inspektorem i wykładowcą filozofii. W 1784 wrócił do Jass i otrzymał godność archimandryty, zaś w 1786 został przedstawiony jako kandydat na ordynariusza eparchii Romanu, po przyjęciu chirotonii biskupiej. Z powodu odrzucenia jego kandydatury w 1787 zdecydował się na wyjazd do Rosji. Za zgodą Świątobliwego Synodu Rządzącego został wykładowcą języka greckiego i rektorem seminarium duchownego w Jekaterynosławiu.
26 grudnia 1791 w Jassach przyjął chirotonię biskupią i objął katedrę benderską i białogrodzką, wikariusza metropolii mołdawsko-wołoskiej. W lutym 1792 został ordynariuszem tejże metropolii, jednak już w czerwcu tego samego roku, za odmowę rezygnacji z katedry, został aresztowany i uwięziony w Konstantynopolu, gdzie przebywał cztery miesiące. Zwolniony dzięki interwencji dyplomacji rosyjskiej, udał się do Rosji i w maju 1793 został metropolitą jekaterynosławskim i chersońsko-taurydzkim, z rezydencją w Połtawie. W 1798, w związku ze zmianą granic administracyjnych, jego tytuł uległ zmianie na metropolita noworosyjski i dniepropietrowski, zaś rezydencję metropolitalną umieszczono w Nowomyrhorodzie. Błogosławił powstanie Odessy, działał na rzecz budowy nowych świątyń, odnowy życia monastycznego i poprawy poziomu intelektualnego i umysłowego duchowieństwa. W 1799 został metropolitą kijowskim, zaś w 1801 – stałym członkiem Świątobliwego Synodu Rządzącego. W 1803 został przeniesiony w stan spoczynku z wyznaczeniem miejsca zamieszkania w Odessie, a następnie w Dubosarach.
W 1808 ponownie został mianowany członkiem Świątobliwego Synodu Rządzącego i egzarchą Mołdawii, Wołoszczyzny i Besarabii. Metropolita Gabriel zreformował strukturę eparchii, dotąd w jurysdykcji Patriarchatu Konstantynopolitańskiego, na wzór rosyjski. Polecił wprowadzenie języka rosyjskiego do obowiązkowego programu nauczania w szkołach duchownych eparchii. W 1811 udał się do Petersburga w celu złożenia raportu z przeprowadzonych działań. Przedstawił również program dalszej działalności, jednak z powodu zmiany sytuacji politycznej nie mógł przystąpić do jego realizacji – w 1812 Mołdawia i Wołoszczyzna zostały wcielone do Turcji, podczas gdy do Rosji włączono Besarabię. W jurysdykcji metropolity Gabriela pozostał jedynie ten ostatni region. W Kiszyniowie zaczął organizować nową eparchię kiszyniowską i chocimską, oficjalnie powołaną do życia przez Synod w 1813. Hierarcha zainicjował budowę ok. 200 nowych cerkwi, domu metropolitalnego i seminarium, które sam współfinansował. W 1814 otworzył w Kiszyniowie, przy katedralnym soborze Świętych Archaniołów Gabriela i Michała, drukarnię. Do 1870 r. publikowała ona książki w języku rumuńskim (mołdawskim).

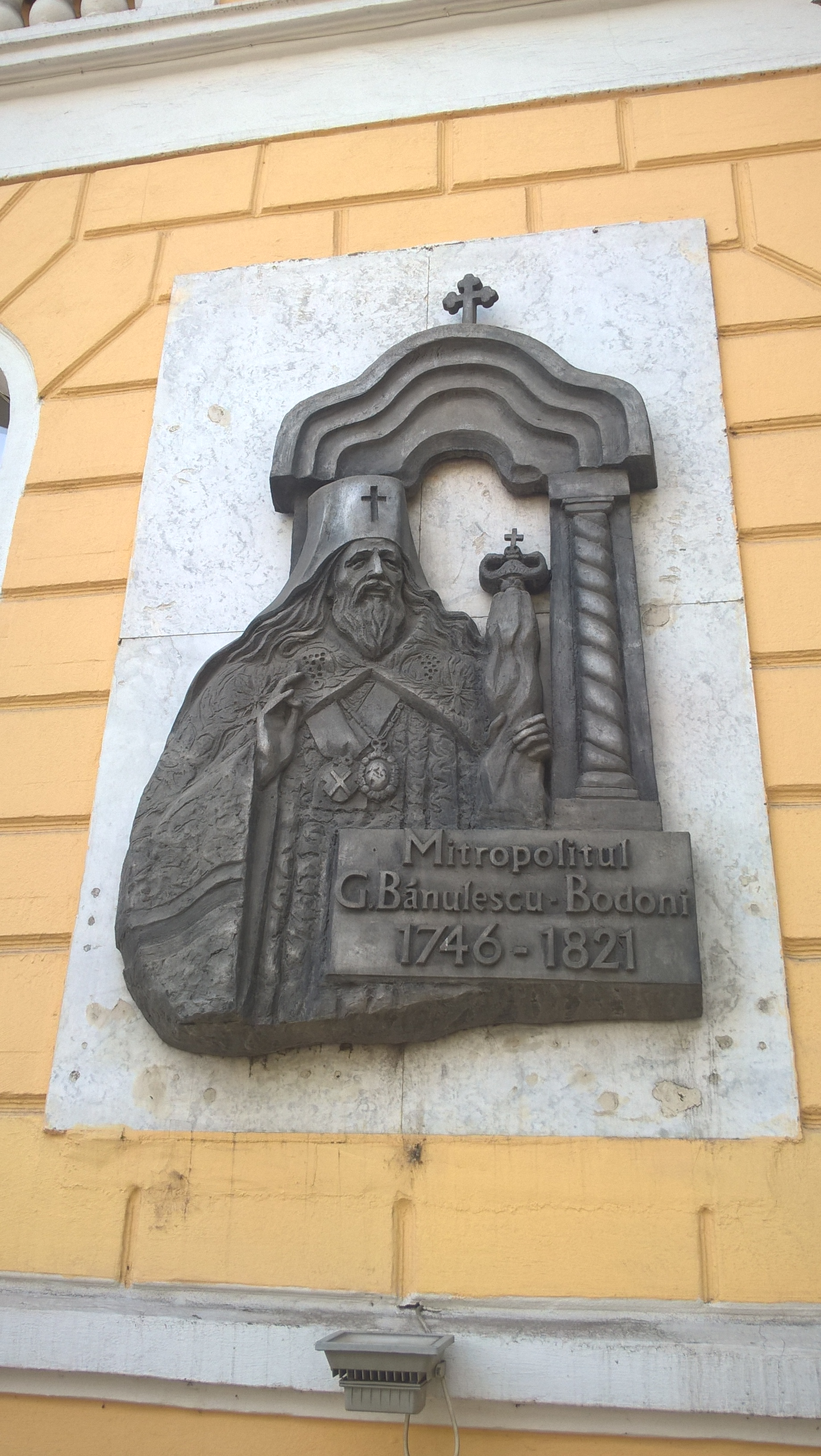
Tablica pamięci metropolity Gabriela na ulicy jego imienia w Kiszyniowie

W 1812 stanął na czele delegacji mołdawskiej szlachty, która wystąpiła do cara Aleksandra I z prośbą o zachowanie autonomii Besarabii w granicach Imperium Rosyjskiego i ustanowienie dla regionu samorządu funkcjonującego w oparciu o lokalne prawo zwyczajowe. Szczególną autonomią miała cieszyć się również prawosławna eparchia kiszyniowska. Żądania Mołdawian znalazły swoje odzwierciedlenie w statucie nadanym Besarabii w 1818, w którym zapisano m.in., że język mołdawski (rumuński) miał być używany w miejscowej administracji na równi z rosyjskim. Metropolita Gabriel do śmierci w 1821 był nie tylko największym autorytetem duchowym w Besarabii, ale i jednym z politycznych liderów miejscowej elity.
Zmarł 30 marca 1821 po krótkiej chorobie i zgodnie ze swoim życzeniem został pochowany w monasterze Căpriana. Po jego śmierci Besarabia była stopniowo pozbawiana zapisanych w statucie z 1818 praw, nie znalazł się bowiem nowy przywódca gotów tak jak Gabriel się o nie upominać, a Cerkiew w Besarabii została sprowadzona do rangi zwykłej eparchii Rosyjskiego Kościoła Prawosławnego i stała się ośrodkiem rusyfikacji.
W 2012 został kanonizowany przez Mołdawski Kościół Prawosławny. W Kiszyniowie znajduje się ulica jego imienia oraz poświęcona mu tablica pamiątkowa. Dom metropolity, pełniący po jego śmierci funkcje muzeum historii Cerkwi, został zburzony w 1955 r. razem z soborem Świętych Archaniołów Gabriela i Michała i dawną drukarnią. Obecnie na miejscu tym, przy bulwarze Grigore Vieru, znajduje się teatr im. Ionesco.